# T3ddy
Lucas Olioti de Souza (16 de diciembre de 1994), más conocido como T3ddy, es un youtuber, influenciador digital y actor brasileño.
En febrero de 2022, poseía 14,3 millones de inscritos y su canal en el Youtube es lo 30° mayor de Brasil.
Su carrera en enero de 2012, abordando principalmente Minecraft, un juego electrónico independiente que consiste básicamente de cubos. Su canal tuvo un crecimiento sustancial en popularidad, alcanzando un millón de inscritos en mayo de 2015. A medida que el canal crecía, su estilo de contenido se diversificó.
En 2019, recibió 2,5 millones de nuevos inscritos, alcanzando a 52.ª colocación entre los canales con mayor número de inscritos de Brasil. En 2017, él fue elegido lo 38.º YouTuber más influyente del mundo. [cita requerida]

## Infancia
Lucas Olioti de Souza nació en 16 de diciembre de 1994, en la ciudad de Ribeirão Negro, interior de São Paulo. Él es hijo del dedetizador y multinstrumentista Paschoal Benedito de Souza y de Hube Visto Lúcia Olioti.
Ricardo Olioti se casó en noviembre de 2003 y tiene tres hijas, la primogénita nació cuando Lucas poseía sólo seis años de edad. En 2016, se hizo padrinho de Laura Almeida, nacida en 26 de abril. Él estudió en la Escuela Don Romeu Alberti, donde realizó sus primeros vlogs, junto con dos amigos. Según sus padres, adquiría buenas notas en las materias curriculares.
Lucas es técnico en informática, por formación, y su primer empleo fue como web designer en la empresa de su hermano. Según el portal de entretenimiento de la Globo, él pasó a ganar en dos meses la misma cuantía que recibía en el trabajo anterior, por eso dejó su profesión para dedicarse al canal en el YouTube.

## Carrera
Lucas registró una cuenta en la plataforma de vídeos YouTube en 15 de enero de 2012, a los 17 años de edad. El nombre T3ddy deriva del inglés teddy bear (en portugués: oso de pelúcia), que hace referencia la pelúcia del personaje Mr. Bean. Con eso, adoptó el oso como símbolo de su canal en 20 de julio. Generalmente, sus fans son llamados de b3ars por él.
Los primeros años como creador de contenido, Lucas se concentró en juegos electrónicos, principalmente de simulación y jogabilidade no lineal. Su primer vídeo trataba de Minecraft, juego lanzado en mayo de 2009 y adquirido por la Microsoft cinco años después de. Su canal acumuló cien mil inscritos en 2013, teniendo durante el año una media mensual de diez mil nuevos inscritos.
Finales de 2014, alcanzó medio millón de inscritos e hizo su primera participación en un programa de TELE, en el Conexión Futura. El vídeo más popular del canal fue lanzado en 22 de abril de 2015 y posee 12,1 millones de visualizaciones. En él, Lucas reacciona a una animación. En mayo del mismo año, él lanzó el quingentésimo vídeo en la plataforma y alcanzó un millón de inscritos, recibiendo así la placa de oro. En noviembre, participó del Pánico en la Band.
Ele ascenso en la carrera, Lucas se cambió para ciudad de São Paulo. Aún en 2015, junto con los influenciadores Christian Figueiredo y Mauro Nakada, formaron la Trupe 20:07, una referencia a Fausto Silva, que anuncia el horario de Brasilia durante su programa dominical. Hay más de tres décadas en la televisión, Fausto es conocido por utilizar diversos bordões.

## Premios e indicaciones
Lucas concursó a cinco premiações; La primera fue el Capricho Awards 2016, por la categoría vlog. En su canal, resaltó que no posee los vlogs como foco y comparó la premiação, en tono irónico, a Oscar, Trofeo Prensa y "encuesta del Facebook". En 2018, fue elegido el influenciador de juegos del año en el Premio Joven Brasileño.